# Emarginata
Emarginata és un gènere d'ocells de la família dels muscicàpids (Muscicapidae).

## Taxonomia
Segons la Classificació del Congrés Ornitològic Internacional (versió 12.1, 2021) aquest gènere està format per 3 espècies que anteriorment eren incloses al gènere Cercomela:
- Emarginata schlegelii - Còlit del Karoo.
- Emarginata sinuata -Còlit alafalçat.
- Emarginata tractrac - Còlit tractrac.